# Maurício Ramos

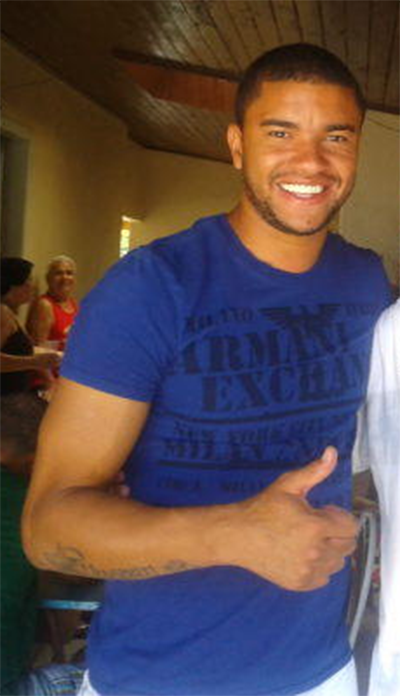
Maurício Donizete Ramos Júnior (2012)

Maurício Donizete Ramos Júnior oder kurz Maurício Ramos (* 10. April 1985 in Piracicaba) ist ein brasilianischer Fußballspieler.

## Karriere
Maurício Ramos startete seine Profikarriere 2003 bei Esporte Clube XV de Novembro. Bereits 2004 wechselte er zu Independente FC. Auch hier verweilte er nur ein Jahr und zog zu Iraty SC weiter. Bei diesem Verein befand er sich bis zum Sommer 2009 im Kader und wurde während dieser Periode zwischenzeitlich an die Vereine AD São Caetano und Coritiba FC ausgeliehen. In der Sommertransferperiode 2009 wechselte er zu Palmeiras São Paulo und spielte hier bis ins Jahr 2013.
Ab dem Sommer 2013 setzte er seine Karriere in den Vereinigten Arabischen Emiraten fort und spielte für den Verein al-Schardscha.
Zur Saison 2016/17 verpflichtete ihn der südtürkische Aufsteiger Adanaspor aus der türkischen Süper Lig. Nach einer Saison für den Mittelmeerklub wechselte er zum türkischen Zweitligisten Çaykur Rizespor.

## Erfolge
Palmeiras
- Copa do Brasil: 2012